# Танака Мінамі
Мінамі Танака  (яп. 田中 美海 Танака Мінамі, нар. 22 січня 1996, префектура Канагава)  — японська сейю. Працює в агентстві 81 Produce. 2017 року відзначена нагородою Seiyu Awards в категорії «Найкраща акторка початківець».

## Ролі

### Аніме-серіали
2014
- Dramatical Murder — дівчина (серія 1), сільська мешканка (серія 10)
- Wake Up, Girls! — Мінамі Катаяма
- Hanamayata — Нана Н. Фонтанстанд
- PriPara — Котоне (серія 21), Нодока (серія 7), Нон Манака
- Re: _Hamatora — учениця старшої школи (серія 1)

2015
- Ansatsu Kyoushitsu — Хіната Окано
- Hacka Doll — Мобамі (серія 7), принцеса Кірара (серія 8)

2016
- Mahou Shoujo Nante Mou Ii Desu Kara. — Дайя
- Muv-Luv — Катя Вальдхайм
- Shakunetsu no Takkyuu Musume — Агарі Камія

2017
- Kakegurui — Мері Саотоме

2018
- Zombie Land Saga — Лілі Хошікава

2019
- Hitori Bocchi no Marumaru Seikatsu — Нако Сунао
- Isekai Cheat Magician — Мура

2020
- Dropkick on My Devil! 2nd Season — Ран-Ран Онеєчан
- Taiso Zamurai — Кітті Чан

### Анімаційні фільми
- Wake Up, Girls! Seishun no Kage (2015) — Мінамі Катаяма
- Wake Up, Girls! Beyond the Bottom (2015) — Мінамі Катаяма

### ONA
- Wake Up, Girl ZOO! (2014 року) — Мінамі Катаяма

### Відеоігри
- Assassination Classroom: Koro-sensei Dai Houimou (2014 року) — Хіната Окано
- Girls' Frontline[en] — СВД, СПС, Type 79 submachine gun[en]
- Fate/Grand Order — Нітокріс і Валькірія Ортлінде
- Girls' Frontline — SVD
- Granblue Fantasy — Лінарія